# Wei (nhóm nhạc)
WEi (tiếng Hàn: 위아이, phát âm We-I, tên cách điệu: WEi) là nhóm nhạc nam Hàn Quốc 6 thành viên được thành lập bởi OUI Entertainment. Các thành viên gồm: Daehyeon, Donghan, Yongha, Yohan, Seokhwa và Junseo. Nhóm nhạc debut vào ngày 5 tháng 10 năm 2020 với EP đầu tiên mang tên Identity: First Sight.

## Lịch sử

### Trước khi ra mắt
Daehyeon và Donghan từng là thí sinh chương trình sống còn Produce 101 (Mùa 2). Donghan dừng chân tại hạng thứ 29, và Daehyeon hạng 83. Sau chương trình, Donghan debut với tư cách là một thành viên của JBJ, còn Daehyeon là Rainz. Cả hai nhóm nhạc đều hoạt động trong một thời gian ngắn và tan rã vào năm 2018. Donghan và Daehyeon sau đó đã ra mắt solo lần lượt vào tháng 6 năm 2018 và tháng 7 năm 2019.
Seokhwa từng là thí sinh YG's Treasure Box, nhưng không lọt được vào đội hình ra mắt cuối cùng của chương trình
Yongha và Junseo từng là thí sinh Under Nineteen và cả hai đều trở thành thành viên chính thức với thứ hạng lần lượt là 6 và 9. Cả hai debut với tư cách là thành viên 1the9 vào ngày 13 tháng 4 năm 2019 và nhóm sau đó tan rã vào ngày 8 tháng 8 năm 2020
Vào tháng 5 năm 2019, Yohan và Seokhwa tham gia chương trình sống còn của đài Mnet Produce X 101. Vào thời điểm đó, Yohan đại diện cho OUI Entertainment, trong khi Seokhwa tham dự với tư cách là thực tập sinh tự do. Seokhwa dừng chân tại hạng 35. Yohan đoạt hạng 1, và debut với tư cách là một thành viên của X1 vào ngày 27 tháng 8 năm 2019. Không may mắn, X1 tan rã vào ngày 6 tháng 1 năm 2020 do gian lận phiếu bầu của Mnet

### 2020- nay: Debut với Identity: First Sight
Nhóm được giới thiệu vào tháng 5 năm 2020 bởi OUI Entertainment, thông qua video hồ sơ từng thành viên, dưới tên OUIBOYS. Tên nhóm sau được thông báo là WEi. Nhóm nhạc debut vào ngày 5 tháng 10 năm 2020 với EP đầu tiên mang tên Identity: First Sight.

## Thành viên
| Tên khai sinh  | Tên khai sinh | Tên khai sinh | Tên khai sinh   | Ngày sinh         | Nơi sinh                                    |
| Latinh         | Hangul        | Hanja         | Hán-Việt        | Ngày sinh         | Nơi sinh                                    |
| -------------- | ------------- | ------------- | --------------- | ----------------- | ------------------------------------------- |
| Jang Dae-hyeon | 장대현        | 張大賢        | Trương Đại Hiền | 11 tháng 2, 1997  | Mapo-gu, Seoul, Hàn Quốc                    |
| Kim Dong-han   | 김동한        | 金東漢        | Kim Đông Hán    | 3 tháng 7, 1998   | Dalseo-gu, Daegu, Hàn Quốc                  |
| Yoo Yong-ha    | 유용하        | 劉勇河        | Lưu Dũng Hà     | 11 tháng 1, 1999  | Hwasun, Jeolla Nam, Hàn Quốc                |
| Kim Yo-han     | 김요한        | 金曜汉        | Kim Diệu Hán    | 22 tháng 9, 1999  | Myeonmok-dong, Jungnang-gu, Seoul, Hàn Quốc |
| Kang Seok-hwa  | 강석화        | 姜錫華        | Khương Tích Hoa | 1 tháng 12, 2000  | Gongju, Chungcheong Nam, Hàn Quốc           |
| Kim Jun-seo    | 김준서        | 金俊抒        | Kim Tuấn Tư     | 20 tháng 11, 2001 | Nam-gu, Ulsan, Hàn Quốc                     |

## Danh sách đĩa nhạc

### EP
| Tiêu đề               | Chi tiết | Thứ hạng cao nhất | Lượng bán   |
| Tiêu đề               | Chi tiết | KOR               | Lượng bán   |
| --------------------- | --- | ----------------- | ----------- |
| Identity: First Sight | - Phát hành: ngày 5 tháng 10 năm 2020 - Hãng đĩa: OUI, Kakao M - Định dạng: CD, tải về Danh sách bài hát 1. Twilight 2. Doremifa 3. Timeless 4. Hug You 5. Fuze                             | 3                 | KOR: 67 501 |
| Identity: Challenge   | - Phát hành: ngày 24 tháng 2 năm 2021 - Hãng đĩa: OUI, Kakao M - Định dạng CD, tải về Danh sách bài hát 1. All Or Nothing 2. Breathing 3. Dancing In The Dark 4. Diffuser 5. Winter, Flower |                   |             |
| Identity: Action      | - Phát hành: ngày 9 tháng 6 năm 2021 - Hãng đĩa: OUI, Kakao M - Định dạng: CD, tải về Danh sách bài hát 1. BYE BYE BYE 2. White Light 3. Waittin' 4. Ocean 5. RUi                           |                   | KOR: 63 562 |

### Đĩa đơn
| Tiêu đề  | Năm  | Thứ hạng cao nhất | Album                 |
| Tiêu đề  | Năm  | KOR               | Album                 |
| -------- | ---- | ----------------- | --------------------- |
| Twilight | 2020 |                   | Identity: First Sight |

## Giải thưởng và đề cử
| Năm  | Giải Thưởng                   | Hạng Mục                          | Tác Phẩm Đề Cử        | Kết quả   |
| ---- | ----------------------------- | --------------------------------- | --------------------- | --------- |
| 2020 | APAN Music Awards             | APAN Choice New K-pop Icon        |                       | Đoạt giải |
| 2020 | Mnet Asian Music Awards       | Best New Male Artist              |                       | Đề cử     |
| 2020 | Mnet Asian Music Awards       | Artist of the Year                |                       | Đề cử     |
| 2020 | Mnet Asian Music Awards       | Worldwide Icon of the Year        |                       | Đề cử     |
| 2020 | Korea First Brand Awards      | New Male Artist Award             |                       | Đề cử     |
| 2021 | Brand Customer Loyalty Awards | Best Male Rookie Award            |                       | Đề cử     |
| 2021 | Brand of the Year Awards      | Rookie Male Idol Award            |                       | Đề cử     |
| 2021 | Gaon Chart Music Awards       | New Artist of the Year - Physical | Identity: First Sight | Đề cử     |
| 2021 | Golden Disc Awards            | Rookie Artist of the Year         |                       | Đề cử     |
| 2021 | Seoul Music Awards            | Rookie of the Year                |                       | Đề cử     |
| 2021 | Seoul Music Awards            | K-wave Popularity Award           |                       | Đề cử     |
| 2021 | Seoul Music Awards            | Popularity Award                  |                       | Đề cử     |